# Campeonato Europeo Sub-18 1969
El Campeonato Europeo Sub-18 1969 se llevó a cabo en Alemania Oriental del 18 al 26 de mayo y contó con la participación de 16 selecciones juveniles de Europa provenientes de una fase eliminatoria.
Bulgaria venció en la final al anfitrión Alemania Democrática para lograr su segundo título del torneo.

## Eliminatoria

### Partido Único
| Equipo 1 | Resultado | Equipo 2 |
| -------- | --------- | -------- |
| Escocia  | 8–1       | Noruega  |

### Ida y vuelta
| Equipo 1        | Agr.    | Equipo 2         | Ida | Vuelta |
| --------------- | ------- | ---------------- | --- | ------ |
| Unión Soviética | 8–1     | Finlandia        | 3–1 | 5–0    |
| Portugal        | (M) 2–2 | Italia           | 1–1 | 1–1    |
| Inglaterra      | 3–0     | Bélgica          | 1–0 | 2–0    |
| Bulgaria        | DSQ     | Albania          | -   | -      |
| Suecia          | 2–4     | Alemania Federal | 1–2 | 1–2    |
| Hungría         | 3–3 (a) | Yugoslavia       | 3–1 | 0–2    |

### Grupos
| País         | J | G | E | P | GF | GC | GD  | Pts |
| ------------ | - | - | - | - | -- | -- | --- | --- |
| Francia      | 4 | 4 | 0 | 0 | 13 | 1  | +12 | 8   |
| Países Bajos | 4 | 1 | 0 | 3 | 7  | 7  | 0   | 2   |
| Suiza        | 4 | 1 | 0 | 3 | 2  | 14 | –12 | 2   |

| 24 de noviembre (1968) | Suiza        | 1–0 | Países Bajos |
| 7 de diciembre (1968)  | Francia      | 6–0 | Suiza        |
| 26 de febrero          | Países Bajos | 0–2 | Francia      |
| 8 de marzo             | Francia      | 3–1 | Países Bajos |
| 23 de marzo            | Suiza        | 0–2 | Francia      |
| 5 de abril             | Países Bajos | 6–1 | Suiza        |

## Clasificados
| - Austria - Bulgaria - Checoslovaquia - Alemania Democrática (anfitrión) | - Inglaterra - Francia - Alemania Federal - Malta | - Polonia - Portugal - Rumania - Escocia | - Unión Soviética - España - Turquía - Yugoslavia |

## Fase de grupos

### Grupo A
| País            | J | G | E | P | GF | GC | GD | Pts |
| --------------- | - | - | - | - | -- | -- | -- | --- |
| Unión Soviética | 3 | 3 | 0 | 0 | 6  | 1  | +5 | 6   |
| Rumania         | 3 | 2 | 0 | 1 | 4  | 2  | +2 | 4   |
| Portugal        | 3 | 1 | 0 | 2 | 2  | 4  | –2 | 2   |
| Turquía         | 3 | 0 | 0 | 3 | 1  | 6  | –5 | 0   |

| 18 de mayo | Rumania         | 2–1 | Turquía         |
|            | Unión Soviética | 2–1 | Portugal        |
| 20 de mayo | Turquía         | 0-3 | Unión Soviética |
|            | Rumania         | 2–0 | Portugal        |
| 22 de mayo | Portugal        | 1–0 | Turquía         |
|            | Unión Soviética | 1–0 | Rumania         |

### Grupo B
| País                 | J | G | E | P | GF | GC | GD  | Pts |
| -------------------- | - | - | - | - | -- | -- | --- | --- |
| Alemania Democrática | 3 | 3 | 0 | 0 | 15 | 0  | +15 | 6   |
| Inglaterra           | 3 | 2 | 0 | 1 | 9  | 5  | +4  | 4   |
| Checoslovaquia       | 3 | 1 | 0 | 2 | 8  | 4  | +4  | 2   |
| Malta                | 3 | 0 | 0 | 3 | 0  | 23 | –23 | 0   |

| 18 de mayo | Inglaterra           | 6–0  | Malta                |
|            | Alemania Democrática | 1–0  | Checoslovaquia       |
| 20 de mayo | Inglaterra           | 3–1  | Checoslovaquia       |
|            | Malta                | 0–10 | Alemania Democrática |
| 22 de mayo | Alemania Democrática | 4–0  | Inglaterra           |
|            | Checoslovaquia       | 7–0  | Malta                |

### Grupo C
| País             | J | G | E | P | GF | GC | GD | Pts |
| ---------------- | - | - | - | - | -- | -- | -- | --- |
| Bulgaria         | 3 | 3 | 0 | 0 | 7  | 2  | +5 | 6   |
| Alemania Federal | 3 | 1 | 0 | 2 | 2  | 3  | –1 | 2   |
| España           | 3 | 1 | 0 | 2 | 3  | 5  | –2 | 2   |
| Francia          | 3 | 1 | 0 | 2 | 2  | 4  | –2 | 2   |

| 18 de mayo | Bulgaria         | 1–0 | Alemania Federal |
|            | España           | 1–0 | Francia          |
| 20 de mayo | Francia          | 1–0 | Alemania Federal |
|            | España           | 1-3 | Bulgaria         |
| 22 de mayo | Alemania Federal | 2–1 | España           |
|            | Bulgaria         | 3–1 | Francia          |

### Grupo D
| País       | J | G | E | P | GF | GC | GD | Pts |
| ---------- | - | - | - | - | -- | -- | -- | --- |
| Escocia    | 3 | 2 | 1 | 0 | 4  | 2  | +2 | 5   |
| Yugoslavia | 3 | 1 | 2 | 0 | 3  | 1  | +2 | 4   |
| Austria    | 3 | 1 | 0 | 2 | 4  | 4  | 0  | 2   |
| Polonia    | 3 | 0 | 1 | 2 | 0  | 4  | –4 | 1   |

| 18 de mayo | Yugoslavia | 2–0 | Austria    |
|            | Escocia    | 1–0 | Polonia    |
| 20 de mayo | Escocia    | 2–1 | Austria    |
|            | Polonia    | 0–0 | Yugoslavia |
| 22 de mayo | Austria    | 3–0 | Polonia    |
|            | Yugoslavia | 1–1 | Escocia    |

## Fase final
|  | Semifinales                 | Semifinales                 |   |                     | Final               | Final |  |
|  |                             |                             |   |                     |                     |       |  |
|  |                             |                             |   |                     |                     |       |  |
|  | Dresde, 24 de mayo          |                             |   |                     |                     |       |  |
|  | Unión Soviética             | 0                           |   |                     |                     |       |  |
|  | Bulgaria                    | 3                           |   |                     |                     |       |  |
|  |                             |                             |   |                     |                     |       |  |
|  |                             |                             |   |                     | Halle, 26 de mayo   |       |  |
|  |                             |                             |   |                     | Bulgaria (M)        | 1     |  |
|  |                             | Alemania Democrática        | 1 |                     |                     |       |  |
|  |                             |                             |   |                     |                     |       |  |
|  |                             |                             |   |                     |                     |       |  |
|  |                             |                             |   |                     | Tercer lugar        |       |  |
|  | Karl-Marx-Stadt, 24 de mayo | Karl-Marx-Stadt, 24 de mayo |   | Leipzig, 26 de mayo | Leipzig, 26 de mayo |       |  |
|  | Escocia                     | 1                           |   | Unión Soviética     | 1                   |       |  |
|  | Alemania Democrática        | 2                           |   |                     | Escocia             | 0     |  |

## Campeón
| Eurocopa Sub-18 1969 |
| -------------------- |
| Bandera de Bulgaria  |
| Bulgaria 2º Título   |